# Sauloma jagorii
Sauloma jagorii là một loài Rêu trong họ Hookeriaceae. Loài này được (Müll. Hal.) Sande Lac. mô tả khoa học đầu tiên năm 1864.